# FAPERJ
A Fundação Carlos Chagas Filho de Amparo à Pesquisa do Estado do Rio de Janeiro, mais conhecida pela sigla FAPERJ é uma agência de fomento à pesquisa, que atua no estado do Rio de Janeiro. É vinculada à Secretaria de Estado de Ciência, Tecnologia e Inovação do estado.
Criada em 1980, a Fundação Carlos Chagas Filho de Amparo à Pesquisa do Estado do Rio de Janeiro – FAPERJ – é a agência de fomento à ciência, à tecnologia e à inovação do Estado do Rio de Janeiro. Vinculada à Secretaria de Estado de Ciência e Tecnologia, a agência visa estimular atividades nas áreas científica e tecnológica e apoiar de maneira ampla projetos e programas de instituições acadêmicas e de pesquisa sediadas no Estado do Rio de Janeiro. Isso é feito por meio de concessão de bolsas e auxílios a pesquisadores e instituições, previstos no Programa Básico.

## A missão
A FAPERJ, como agência de fomento à ciência, tecnologia e inovação, tem como missão contribuir para o estabelecimento de condições favoráveis ao desenvolvimento social brasileiro. Como ferramenta essencial no combate à exclusão social e para garantir a presença do País no competitivo cenário internacional, cabe à pesquisa brasileira papel chave para a construção de uma cidadania plena, para o desenvolvimento cultural e socioeconômico, na promoção do bem-estar da população e na autonomia tecnológica do País. A FAPERJ, que é o órgão executor da política de Ciência, Tecnologia e Inovação formulada pelo Governo do Estado, também contribui com elementos que auxiliam na orientação desta política, visando a construção de uma nação soberana e comprometida com os valores da justiça e da paz.
Para levar adiante sua missão como órgão de fomento, a FAPERJ:
Promove, financia e apoia programas e projetos de pesquisa individuais ou institucionais, bem como colabora, inclusive financeiramente, no reforço, modernização e criação da infraestrutura necessária para o desenvolvimento de projetos de pesquisas realizados em instituições públicas ou privadas no Estado do Rio de Janeiro, com ou sem retorno financeiro; 
Promove o intercâmbio e a formação de pesquisadores mediante a concessão de bolsas de pesquisa no País, com ou sem retorno financeiro; 
Promove, financia e apoia ações que visem a atualização ou a modernização curricular do ensino, de professores e pesquisadores nas áreas de ciência e tecnologia, em todos os níveis;
Estimula e financia a formação ou atualização de acervos bibliográficos, bancos de dados e de meios eletrônicos de armazenamento e transmissão de informações para o desenvolvimento do ensino e da pesquisa, em todos os níveis;
Assessora o Governo do Estado na formulação de políticas em Ciência e Tecnologia;
Atua como órgão captador de recursos por meio de contratos e convênios, nacionais ou internacionais;
Atua como gestor do Fundo de Apoio ao Desenvolvimento Tecnológico - FATEC.